# Diocesi di Cernizza
La diocesi di Cernizza (in latino: Dioecesis Cernitzensis) è una sede soppressa e sede titolare della Chiesa cattolica.

## Storia
Cernizza, le cui rovine si trovano nei pressi di Rizomylos (Diakopto), è un'antica sede vescovile del Peloponneso in Grecia, suffraganea dell'arcidiocesi di Patrasso nel patriarcato di Costantinopoli.
È noto un solo vescovo greco prima delle Crociate, Paolo, documentato da un sigillo databile al X secolo. La sede si trova menzionata per la prima volta nella Notitia Episcopatuum databile agli ultimi anni del regno dell'imperatore Manuele I Comneno (1143-1180), assieme alle altre suffraganee di Patrasso.
In seguito alla quarta crociata (1204) fu istituita una diocesi di rito latino. Si sa dell'esistenza di un solo vescovo, di cui non si conosce il nome, trasferito dalla sede di Amicle, come testimoniato da una lettera di papa Innocenzo III del 26 agosto 1213.
Dal XX secolo Cernizza è annoverata tra le sedi vescovili titolari della Chiesa cattolica; la sede è vacante dal 1º febbraio 1973.

## Cronotassi

### Vescovi greci
- Paolo † (X secolo)

### Vescovi latini
- Anonimo † (1213 - ?)

### Vescovi titolari
- Bartolomeo † (menzionato nel 1318)
- Tommaso † (prima del 1340 - dopo il 1354)
- Riccardo † (prima del 1370 - dopo il 1399)
- Pietro, O.P. † (prima di maggio 1404 - 1424 deceduto)
- Alermo, O.F.M. † (9 aprile 1434 - ? deceduto)
- Giacomo, O.E.S.A. † (14 gennaio 1451 - ?)
- Emile-Elie Verhille, C.S.Sp. † (21 giugno 1951 - 14 settembre 1955 nominato vescovo di Fort-Rousset)
- Fidel Mario Tubino Mongilardi † (11 febbraio 1956 - 1º febbraio 1973 deceduto)